# Matthias & Maxime
Matthias & Maxime ist ein Filmdrama von Xavier Dolan, das am 22. Mai 2019 im Rahmen der Internationalen Filmfestspiele von Cannes seine Premiere feierte und hier im Wettbewerb um die Goldene Palme konkurrierte. Am 29. Juli 2021 kam der Film in die deutschen Kinos.

## Handlung
Matthias und Maxime sind beste Freunde seit Kindertagen. Als sie gebeten werden, sich für die Aufnahmen eines studentischen Kurzfilms zu küssen, löst das unerwartete Folgen aus. Beide müssen sich ihrer Gefühle bewusst werden und auch ihr soziales Umfeld reagiert unterschiedlich auf die gefilmte Intimität. Der Kuss vor der Kamera beginnt schließlich Matthias’ und Maximes Leben für immer zu verändern.

## Produktion
Regie führte Xavier Dolan, der auch das Drehbuch schrieb und den Film gemeinsam mit Nancy Grant produzierte.
Die Dreharbeiten wurden im September 2018 begonnen und im November 2018 beendet. Als Kameramann fungierte André Turpin.
Die deutsche Synchronisation entstand nach einem Dialogbuch und der Dialogregie von Martin Brücker im Auftrag der DMT – Digital Media Technologie GmbH, Hamburg. Dolan wurde in der Rolle von Maxime erstmals von Jesse Grimm synchronisiert.
Der Film feierte am 22. Mai 2019 im Rahmen der Internationalen Filmfestspiele von Cannes seine Premiere und sollte im weiteren Verlauf des Jahres in die kanadischen Kinos kommen. Im August 2019 wurde er beim Melbourne International Film Festival vorgestellt. Anfang Oktober 2019 wurde er beim London Film Festival gezeigt, anschließend beim Film Festival Cologne. Ein Kinostart in Deutschland war zunächst am 7. Januar 2021 geplant, dieser wurde aber aufgrund des anhaltenden Lockdowns im Zuge der Corona-Pandemie auf den 6. Mai 2021 und später auf den 29. Juli 2021 verschoben.

## Rezeption

### Kritiken
Christopher Diekhaus, Filmkorrespondent der Gilde deutscher Filmkunsttheater, schreibt, Xavier Dolans Drehbuch bausche den Konflikt nicht in übertriebenem Maße auf, sondern zeichne die Reise seiner Protagonisten glaubhaft und behutsam nach. Der Lohn seien, nicht zuletzt dank überzeugender Darbietungen, einige ehrliche berührende Szenen, die Verletzungen und Demütigungen ebenso wie Leidenschaft und Anziehung präzise offenlegen. Besonders hervorzuheben seien die Konfrontationen zwischen Maxime und seiner Mutter: „Ein Aspekt, der sich wie ein roter Faden durch das bisherige Schaffen des kanadischen Filmemachers zieht und einmal mehr für schmerzhaft-aufreibende Momente gut ist.“

### Auszeichnungen
Internationale Filmfestspiele von Cannes 2019
- Nominierung für die Goldene Palme (Xavier Dolan)
- Nominierung für die Queer Palm (Xavier Dolan)[13]
- Auszeichnung mit dem Cannes Soundtrack Award – Disque d’Or d’honneur (Jean-Michel Blais)